# Демосфен (полководець)
Демосфен (грец. Δημοσθένης, ? — 413 до н. е.) — син Алкісфена, афінський полководець, що відзначився у Пелопоннеську війну.

## Біографія
Влітку 426 до н. е. він з 30 кораблями об'їхав Пелопоннес, щоб захистити союзників на заході. Спустошивши Лефкадську область, він задумав напасти на етолян, опанувати Доридою і Фокідою і вторгнутися у Беотію, але план його не вдався, тому що він не знав ні країни етолян, ні їх способу ведення війни. Після цієї невдачі Демосфен відіслав свої кораблі в Афіни, а сам, побоюючись гніву афінян, залишився у Навпакті. Тут він надав своїй державі важливу послугу, коли спартанець Еврілох напав на Навпакт з 3 000 гоплітів.
Він розбив наголову Еврілоха при амфілохському Аргосі і посіяв незгоду між пелопоннесцями та їх союзниками, дозволив тільки першим відступити зі зброєю; військо, зібране потім амбракіотами, він переміг без зусиль. Повернувшись після цього в Афіни, він ознаменував себе новими подвигами: влітку наступного (425 до н. е.) року він взяв Мессенське місто Пілос, заключив спартанських гоплітів, що висадилися на острів Сфактерія, і примусив їх здатися в полон, хоча демагог Клеон приписував собі славу цього подвигу. Наступна за тим компанія Демосфена проти Мегари не мала бажаного успіху; портове місто Нісі все-таки було утримане афінянами. Коли внаслідок заходів, вжитих спартанцем Гиліппом, положення афінян в Сицилії стало небезпечним, і Нікій вимагав швидкої допомоги, афіняни в кінці 414 до н. е. попередньо послали туди з кількома кораблями Еврімедонта, а за ним весною 413 р. пішов Демосфен з цілим флотом. Напад афінян на Еніполи (частина Сиракуз) був невдалим. Демосфен, не бачачи більше можливості успіху, запропонував Нікію відступити або, принаймні, зайняти інші позиції сухопутним військом, а з флотом виїхати до відкритого моря. Нікій, однак, не погодився на цю пропозицію, упустив сприятливий для відступу час і коли нарешті визнав його необхідним, то знову своєю нерішучістю (його збентежило місячне затемнення) став винуватцем і загибелі флоту, і поразки сухопутного війська.
Він сам і Демосфен потрапили у полон, а роздратовані сіракузці їх засудили до страти у вересні 413 р. Демосфен відрізнявся підприємливістю, але разом з тим передбачливою обережністю. Він умів стратегічно складати план військових дій, але й виконувати його тактично, використовуючи зручний випадок, умів керувати однаково добре гоплітами і легким військом і особливо був майстер заставати зненацька ворога. Характер його був бездоганний. Не будучи державним діячем і користуючись впливом у народних зборах, він не міг домогтися об'єднаного, послідовного ведення війни. Натяки на Демосфена у комедії Аристофана «Вершники» при правильному тлумаченні не суперечать цій характеристиці.